# TAKASUGI
TAKASUGI株式会社（タカスギ）は、熊本県熊本市南区に本社を置く企業。

## 沿革
- 1966年 - 大阪市に髙杉開発株式会社を設立。
- 1975年 - 熊本市に熊本営業所として開設。
- 1998年12月10日 - 髙杉開発熊本営業所から分離独立し、熊本タカスギ株式会社設立。
- 2008年9月 - TAKASUGI株式会社に社名変更。
- 2008年9月 - 福岡県久留米市に久留米支店を開設。
- 2010年9月 - 福岡県大野城市に福岡店を開設。

## 事業所
- 本社 - 熊本県熊本市南区流通団地1丁目42番1号
- 久留米支店 - 福岡県久留米市東櫛原町608番地1
- 福岡店 - 福岡県福岡市南区井尻3丁目15番12号 ライオンビル2階